# Gernot Rumpf

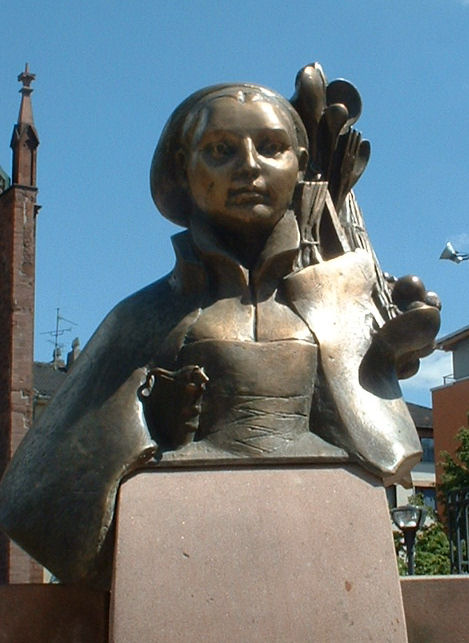
Katharina von Bora am Lutherbrunnen in Ludwigshafen

Gernot Rumpf (* 17. April 1941 in Kaiserslautern; † 20. Januar 2025) war ein deutscher Bildhauer und Medailleur.

## Familie
Rumpf war der Sohn des pfälzischen Bildhauers Otto Rumpf, der seinerseits aus einer Kaiserslauterer Bildhauerfamilie stammte. Seine Mutter war Martha Rumpf geb. Jung.
Gernot Rumpf war seit 1981 mit der Bildhauerin Barbara Rumpf (* 1960 in Neustadt an der Weinstraße) verheiratet. Aus der Ehe stammten vier Kinder, darunter die Keramikerin Eva Rumpf. Er lebte im Geburtsort seiner Frau.

## Ausbildung und Beruf

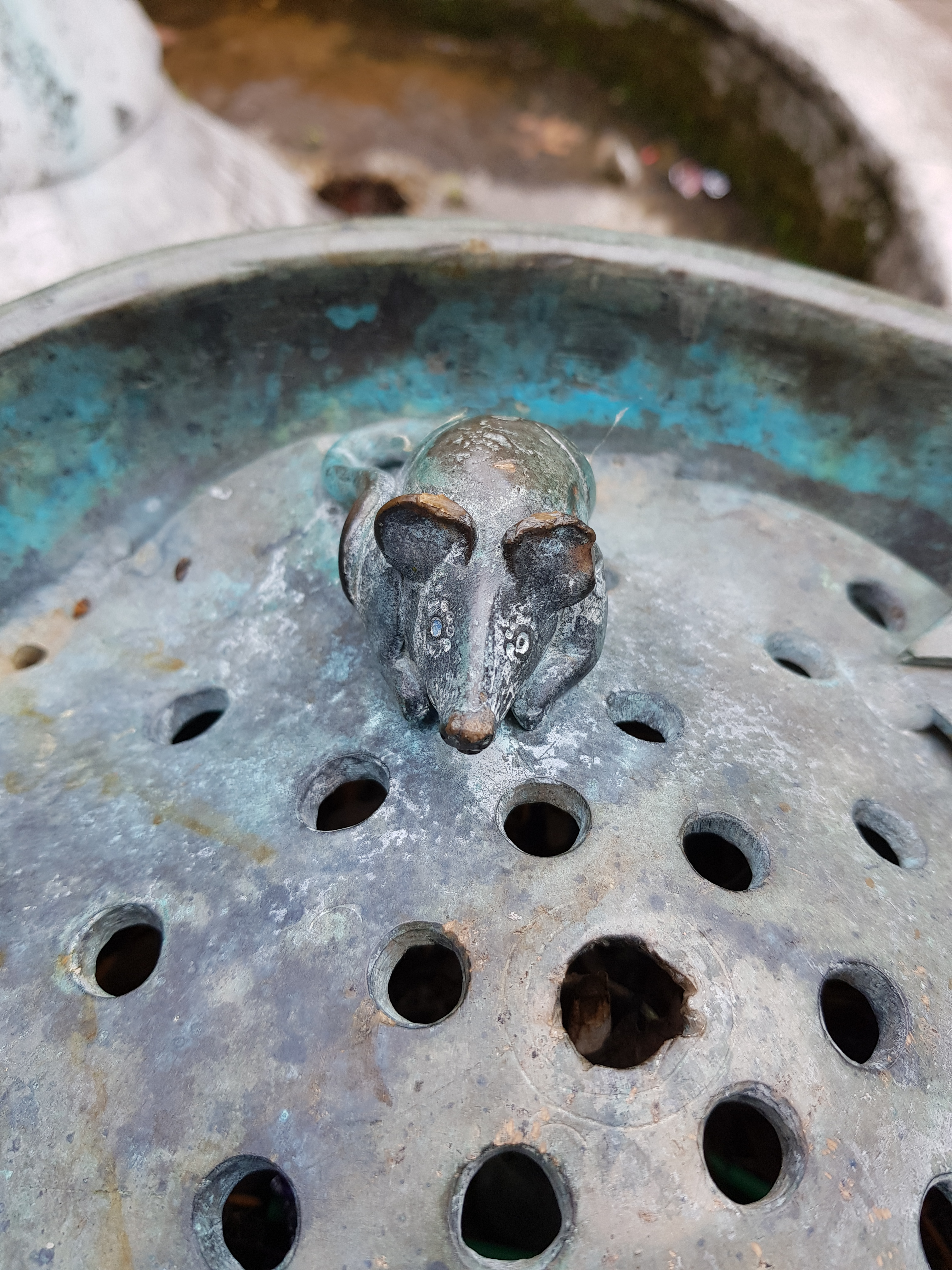
Signaturbeispiel Maus in Bad-Kreuznach am Telekom-Brunnen

Nach dem Abitur am Altsprachlichen Gymnasium (seit 1964 Kurfürst-Ruprecht-Gymnasium) in Neustadt absolvierte Gernot Rumpf von 1964 bis 1970 ein Bildhauerstudium mit Diplomabschluss an der Akademie der Bildenden Künste in München bei den Professoren Josef Henselmann und Hans Ladner. 1965 eröffnete er eine eigene Werkstatt für Bronzeguss. 1967 bis 1969 erfolgte eine Weiterbildung über ein Stipendium der Studienstiftung des deutschen Volkes.
1973 erhielt Rumpf an der Universität Kaiserslautern einen Lehrauftrag, der 1979 in eine Professur umgewandelt wurde. 1980 und 1983 hatte er eine Gastprofessur an der Internationalen Sommerakademie für Bildende Kunst Salzburg inne.
Rumpf wurde vor allem durch seine Brunnen und Plastiken mit pfälzischen und biblischen Motiven bekannt, die nicht nur in deutschen Städten, sondern z. B. auch in Jerusalem und Tokio zu sehen sind. Ein Teil der Arbeiten kam unter künstlerischer Mitwirkung von Rumpfs Ehefrau zustande.

## Signatur
Gernot Rumpf signierte seine Kunstwerke mit mindestens einer Maus, die irgendwo im Ensemble der Kunstwerke mehr oder weniger versteckt ist.

## Werke

### Deutschland
| Bundesland          | Ort                        | Skulptur                                                                                          | Entstehungszeit | Bild                                  |
| ------------------- | -------------------------- | ------------------------------------------------------------------------------------------------- | --------------- | ------------------------------------- |
| Rheinland-Pfalz     | Alzey                      | Rossmarktbrunnen                                                                                  | 1985            | weitere Bilder                        |
| Rheinland-Pfalz     | Bad Bergzabern             | Weinbrunnen                                                                                       | 1977            | weitere Bilder                        |
| Rheinland-Pfalz     | Bad Dürkheim               | Altarkreuz aus Bronze mit Tieren und Pflanzen in der evangelischen Kirche im Stadtteil Leistadt   | 1994            | Bild fehlt                            |
| Rheinland-Pfalz     | Bad Kreuznach              | Telekom-Brunnen (Kunst am Bau)                                                                    |                 | weitere Bilder                        |
| Rheinland-Pfalz     | Bornheim (Pfalz)           | Saubrunnen                                                                                        | 1988            | weitere Bilder                        |
| Rheinland-Pfalz     | Bornheim (Pfalz)           | Max und Moritz-Platz mit Lehrer-Lämpel-Brunnen, Witwe Bolte sowie Max und Moritz                  | …               | weitere Bilder                        |
| Rheinland-Pfalz     | Dannstadt-Schauernheim     | Ochs- und Esel-Brunnen im Ortsteil Dannstadt                                                      | 1998            | weitere Bilder                        |
| Rheinland-Pfalz     | Deidesheim                 | Geißbockbrunnen                                                                                   | 1985            | weitere Bilder                        |
| Baden-Württemberg   | Dettingen unter Teck       | Rathausbrunnen                                                                                    | 2000            | Bild fehlt                            |
| Nordrhein-Westfalen | Duisburg                   | Brunnen im Kreuzganghof der Abtei Hamborn                                                         | 1993            | Brunnen im Innenhof der Abtei Hamborn |
| Rheinland-Pfalz     | Edenkoben                  | Lederstrumpfbrunnen                                                                               | 1987            | weitere Bilder                        |
| Rheinland-Pfalz     | Eppelsheim                 | Statue des Ur-Rhein-Elefanten (Eine Anspielung auf den Deinotherium und die Eppelsheim-Formation) | 2022            | Urelefant                             |
| Rheinland-Pfalz     | Erbes-Büdesheim            | Gestaltung des Weedeplatzes mit Kneippbrunnenbecken                                               | 2007            | Weedeplatz                            |
| Rheinland-Pfalz     | Eschbach (Pfalz)           | Hasen                                                                                             | …               | weitere Bilder                        |
| Nordrhein-Westfalen | Essen-Werden               | Bronzeschrein des hl. Liudger in der Abteikirche                                                  | 1984            | Bild fehlt                            |
| Nordrhein-Westfalen | Essen-Rellinghausen        | Radleuchter über dem Altar in St. Lambertus                                                       | 1995            | Bild fehlt                            |
| Hessen              | Flörsheim am Main          | Brunnenskulptur vor dem Mainturm                                                                  | …               | Bild fehlt                            |
| Hessen              | Flörsheim am Main          | Schneckenpark                                                                                     | …               | Schneckenpark                         |
| Rheinland-Pfalz     | Friedelsheim               | Bürgerbrunnen                                                                                     | …               | weitere Bilder                        |
| Baden-Württemberg   | Friedrichshafen            | Buchhornbrunnen                                                                                   | …               | weitere Bilder                        |
| Bayern              | Fürth                      | Paradiesbrunnen                                                                                   | 1995            | weitere Bilder                        |
| Baden-Württemberg   | Geislingen an der Steige   | Forellenbrunnen                                                                                   | 1982            | weitere Bilder                        |
| Baden-Württemberg   | Heidelberg                 | Brückenaffe                                                                                       | …               | weitere Bilder                        |
| Rheinland-Pfalz     | Herxheim bei Landau        | Dorfbrunnen                                                                                       | 1989            | weitere Bilder                        |
| Rheinland-Pfalz     | Herxheim bei Landau        | Tabakbrunnen im Ortsteil Hayna                                                                    | …               | weitere Bilder                        |
| Rheinland-Pfalz     | Herxheim bei Landau        | Waschanlage zur Jahrhundertwende                                                                  | …               | Waschanlage zur Jahrhundertwende      |
| Rheinland-Pfalz     | Kaiserslautern             | Kaiserbrunnen am Mainzer Tor                                                                      | 1987            | weitere Bilder                        |
| Rheinland-Pfalz     | Koblenz                    | Erfinderbrunnen                                                                                   | 1983            | weitere Bilder                        |
| Baden-Württemberg   | Konstanz                   | Kaiserbrunnen                                                                                     | …               | weitere Bilder                        |
| Rheinland-Pfalz     | Ludwigshafen am Rhein      | Zedwitzbrunnen in Mundenheim                                                                      | …               | weitere Bilder                        |
| Rheinland-Pfalz     | Ludwigshafen am Rhein      | Lutherbrunnen vor der Kriegsruine der Lutherkirche                                                | …               | weitere Bilder                        |
| Rheinland-Pfalz     | Maikammer                  | Cittaslowbrunnen                                                                                  | …               | Cittaslowbrunnen                      |
| Rheinland-Pfalz     | Mainz                      | Glockenbaum, im Volksmund Beamtenwecker genannt                                                   | 1974/75         | weitere Bilder                        |
| Rheinland-Pfalz     | Mainz                      | Heunensäule                                                                                       | 1975            | weitere Bilder                        |
| Rheinland-Pfalz     | Mainz                      | Menschenfischeraltar in St. Peter                                                                 | 1989            | Bild fehlt                            |
| Rheinland-Pfalz     | Mainz                      | Stein- und Bronzearbeiten in der evangelischen Kirche Ebersheim                                   | …               | Bild fehlt                            |
| Baden-Württemberg   | Mannheim                   | Regenbrunnen in der Gottlieb-Daimler-Straße                                                       | 1977            | Regenbrunnen                          |
| Baden-Württemberg   | Mannheim                   | Papyrusbrunnen in der Nähe des Wasserturms                                                        | 1984            | weitere Bilder                        |
| Baden-Württemberg   | Mannheim-Seckenheim        | Zabbe-Brunnen                                                                                     | …               | weitere Bilder                        |
| Baden-Württemberg   | Nagold                     | Fabelbrunnen                                                                                      | 1999            | Bild fehlt                            |
| Rheinland-Pfalz     | Neustadt an der Weinstraße | Elwetritschenbrunnen am Marstallplatz                                                             | 1978            | weitere Bilder                        |
| Rheinland-Pfalz     | Neustadt an der Weinstraße | Löwe Leo vor dem Rathaus                                                                          | …               | weitere Bilder                        |
| Rheinland-Pfalz     | Neustadt an der Weinstraße | Paradiesbrunnen am Kartoffelmarkt                                                                 | 1973            | weitere Bilder                        |
| Rheinland-Pfalz     | Neustadt an der Weinstraße | Erlenbrunnen in Königsbach                                                                        | …               | Erlenbrunnen                          |
| Rheinland-Pfalz     | Obermoschel                | Elwetritschenbrunnen am Kirchplatz                                                                | …               | Elwetritschenbrunnen                  |
| Rheinland-Pfalz     | Otterstadt                 | Otterdritschenbrunnen                                                                             | 2004            | Otterdritschenbrunnen                 |
| Rheinland-Pfalz     | Pirmasens                  | Stierskulptur (Pirmasens)                                                                         | …               | weitere Bilder                        |
| Hessen              | Rüsselsheim                | Europabrunnen                                                                                     | …               | Europabrunnen                         |
| Rheinland-Pfalz     | Schifferstadt              | Einhornbüffel Schifferstadt                                                                       | …               | weitere Bilder                        |
| Rheinland-Pfalz     | Speyer                     | Einhornbrunnen, Schulplätzel                                                                      | …               | Einhornbrunnen                        |
| Rheinland-Pfalz     | Speyer                     | Lesepult in der Gedächtniskirche der Protestation                                                 | …               | Bild fehlt                            |
| Rheinland-Pfalz     | Trier                      | Minotaurus in der Paulinstraße                                                                    | 1983            | weitere Bilder                        |
| Nordrhein-Westfalen | Viersen                    | Remigiusbrunnen am Remigiusplatz                                                                  | …               | weitere Bilder                        |
| Sachsen-Anhalt      | Wernigerode                | Turmschnecke, Altstadt                                                                            | 2005            | weitere Bilder                        |
| Rheinland-Pfalz     | Worms                      | Altartisch in der Kirche St. Peter Herrnsheim                                                     | …               | Bild fehlt                            |
| Nordrhein-Westfalen | Xanten                     | Bronzealtar in der Stiftskirche St. Viktor                                                        | …               | Bild fehlt                            |
| Rheinland-Pfalz     | Zweibrücken                | Der Zweibrücker Löwe, Brückenskulptur                                                             | …               | Der Zweibrücker Löwe                  |

### Weitere
| Staat       | Ort                             | Skulptur                                                                      | Entstehungszeit | Bild           |
| ----------- | ------------------------------- | ----------------------------------------------------------------------------- | --------------- | -------------- |
| Israel      | Jerusalem                       | Löwenbrunnen; ein Geschenk der Bundesrepublik Deutschland an den Staat Israel | 1989            | weitere Bilder |
| Japan       | Tokio                           | Gestaltung des Kaiserslauterer Platzes in Bunkyō                              | …               | Bild fehlt     |
| Niederlande | Ootmarsum (Gemeinde Dinkelland) | Brunnen in Ootmarsum                                                          | …               | weitere Bilder |

## Auszeichnungen
- 1961 Oskar-Kokoschka-Preis für Plastik der Stadt Salzburg bei Alfred Hrdlička, Internationale Sommerakademie[5]
- 1965 Pfalzpreis für Plastik
- 1969 Kunstpreis der Freunde der bildenden Kunst, München
- 1970 Förderpreis des Landes Rheinland-Pfalz
- 1972 Hans-Purrmann-Preis der Stadt Speyer
- 1972/73 Rom-Preis der Deutschen Akademie Villa Massimo
- 1973 Kunstpreis des Landes Rheinland-Pfalz für Plastik
- 1988 Verdienstorden des Landes Rheinland-Pfalz
- 1990 Kulturpreis der Stadt Neustadt an der Weinstraße
- 1997 Deutscher Weinkulturpreis
- 2010 Kunstpreis der Ike und Berthold Roland-Stiftung